# Elogio da Mentira
Elogio da Mentira é o título de um livro escrito pela autora brasileira Patrícia Melo. É basicamente um romance policial onde o escritor de catorze livros, José Guber, solteiro, se envolve com a bióloga Fúlvia Melissa, casada, especialista em ofídios.
A trama se desenvolve quando Fúlvia usando o pretexto de que o marido a maltrata, convida o escritor para um assassinato, que não funciona na primeira tentativa, mas deixa o marido, Ronald, sem uma perna. Depois, envolvido nos carinhos da bióloga, José Guber decide simular um assalto e Fúlvia mata Ronald sem piedade. Quando finalmente conseguem se casar, tudo se torna monótono e entediante, até que Josér Guber que estava em crise de criatividade, entrou para o ramo da auto-ajuda, se torna rico e passa a ter relações com a secretária Ingrid e juntos eles descobrem que José é apenas mais uma parte do plano da bióloga de se tornar rica.